# Turning Point 2010
Turning Point 2010 è stata la settima edizione del pay-per-view prodotto dalla Total Nonstop Action Wrestling (TNA). L'evento ha avuto luogo il 7 novembre 2010 presso l'Impact Zone di Orlando in Florida.

## Risultati
| # | Match | Stipulazioni | Durata |
| - | --- | --- | ------ |
| 1 | Robbie E (con Cookie) ha sconfitto Jay Lethal (c) | Single match per il titolo TNA X Division Championship                                                                                                 | 10:39  |
| 2 | Mickie James vs. Tara termina in un no contest | Single match | 08:15  |
| 3 | The Motor City Machine Guns (Alex Shelley e Chris Sabin) (c) hanno sconfitto Team 3D (Brother Devon e Brother Ray)                                       | Tag team match per i titoli TNA World Tag Team Championship                                                                                            | 17:06  |
| 4 | Rob Van Dam ha sconfitto Tommy Dreamer | No Disqualification match | 15:54  |
| 5 | Fortune (A.J. Styles, Kazarian, Douglas Williams, James Storm e Robert Roode) ha sconfitto EV 2.0 (Raven, Rhino, Sabu, Stevie Richards e Brian Kendrick) | Ten-man tag team match. Se EV 2.0 avesse perso la Fortune aveva il diritto di licenziare uno dei suoi membri così Ric Flair scelse di licenziare Sabu. | 11:17  |
| 6 | Abyss ha sconfitto D'Angelo Dinnero | Lumberjack match | 12:49  |
| 7 | Jeff Jarrett ha sconfitto Samoa Joe | Single match | 10:30  |
| 8 | Jeff Hardy (c) ha sconfitto Matt Morgan | Single match per il titolo TNA World Heavyweight Championship                                                                                          | 13:04  |
|   | (c) = campione in carica al momento dell'inizio del match                                                                                                | |        |